# Liste der Fahnenträger der Mannschaften der Cayman Islands bei Olympischen Spielen
Die Liste der Fahnenträger der Mannschaften der Cayman Islands bei Olympischen Spielen listet chronologisch alle Fahnenträger von Mannschaften der Cayman Islands bei den Eröffnungsfeiern Olympischer Spiele auf.

## Liste der Fahnenträger
| Mannschaft             | Veranstaltung | Fahnenträger (EF)       | Fahnenträger (AF) |
| ---------------------- | ------------- | ----------------------- | ----------------- |
| 1976 in Montreal       | Sommerspiele  |                         |                   |
| 1984 in Los Angeles    | Sommerspiele  | Carson Ebanks           |                   |
| 1988 in Seoul          | Sommerspiele  | Alfred Ebanks           |                   |
| 1992 in Barcelona      | Sommerspiele  |                         |                   |
| 1996 in Atlanta        | Sommerspiele  | Carson Ebanks           |                   |
| 2000 in Sydney         | Sommerspiele  | Kareem Streete-Thompson |                   |
| 2004 in Athen          | Sommerspiele  | Cydonie Mothersille     | Andrew MacKay     |
| 2008 in Peking         | Sommerspiele  | Ronald Forbes           | Shaune Fraser     |
| 2010 in Vancouver      | Winterspiele  | Dow Travers             | Dow Travers       |
| 2012 in London         | Sommerspiele  | Brett Fraser            | Ronald Forbes     |
| 2014 in Sotschi        | Winterspiele  | Dow Travers             | Dow Travers       |
| 2016 in Rio de Janeiro | Sommerspiele  | Ronald Forbes           | Lara Butler       |
| 2020 in Tokio          | Sommerspiele  | Jillian Crooks          | Volunteer         |
| 2020 in Tokio          | Sommerspiele  | Brett Fraser            | Volunteer         |
| 2024 in Paris          | Sommerspiele  | Charlotte Webster       | Volunteer         |
| 2024 in Paris          | Sommerspiele  | Jordan Crooks           | Volunteer         |

Anmerkung: (EF) = Eröffnungsfeier, (AF) = Abschlussfeier

## Statistik
| Rang    | Sportart       | EF | AF | ∑  |
| ------- | -------------- | -- | -- | -- |
| 1       | Schwimmen      | 4  | 3  | 7  |
| 2       | Leichtathletik | 4  | 1  | 5  |
| 3       | Segeln         | 3  | 0  | 3  |
| 4       | Volunteer      | 0  | 2  | 2  |
| 5       | Radsport       | 1  | 0  | 1  |
| Gesamt: | Gesamt:        | 12 | 6  | 18 |

| Rang    | Sportart  | EF | AF | ∑ |
| ------- | --------- | -- | -- | - |
| 1       | Ski Alpin | 2  | 2  | 4 |
| Gesamt: | Gesamt:   | 2  | 2  | 4 |

| Rang    | Sportart       | EF | AF | ∑  |
| ------- | -------------- | -- | -- | -- |
| 1       | Schwimmen      | 4  | 3  | 7  |
| 2       | Leichtathletik | 4  | 1  | 5  |
| 3       | Ski Alpin      | 2  | 2  | 4  |
| 4       | Segeln         | 3  | 0  | 3  |
| 5       | Volunteer      | 0  | 2  | 2  |
| 6       | Radsport       | 1  | 0  | 1  |
| Gesamt: | Gesamt:        | 14 | 8  | 22 |